# コフィ・カルカリ
コフィ・カルカリ (Kofi Karikari、1837年頃 - 1884年）は、アシャンティ王国の第9代国王（在位：1867年 - 1874年）。王位継承をめぐる内紛で1867年4月に暗殺されたクワク・デュア1世の甥の息子である。選挙による多数決で王に選出され、1867年5月28日から1874年10月26日に退位させられるまでの約7年間王位にあった。王としての功績には、戦火の拡大を防ぐための策として軍事への注力を避けたことが挙げられる。
カルカリ王の金のマスクが現存するが、これは1880年代にイギリス軍との第二次アシャンティ戦争でクマシが陥落した際に同地の霊廟から持ち去られたもので、現在はイギリス・ロンドンのウォレス・コレクション美術館で展示されている。